# Apró karcsúmoly
Az apró karcsúmoly (Homoeosoma nimbella) a valódi lepkék közül a fényiloncafélék (Pyralidae) családjában a karcsúmolyok (Phycitinae) alcsaládjába tartozó lepkefaj.

## Elterjedése, élőhelye
Ez az európai faj hazánkban is mindenfelé megtalálható.

## Megjelenése
Szürke szárnyát elmosódott fekete foltok és sávok élénkítik. Szárnyának fesztávolsága 17–19 mm.

## Életmódja
Tápnövényei a fészkesvirágzatúak. Életmódja és esetleges károsítása a napraforgómolyéval látszik egyezni, de nem bizonyított, hogy a napraforgóban tényleges kárt tenne. Békéscsaba környékén 1967 őszén a magnak termesztett kínai őszirózsa Callistephus chinensis virágzatát a napraforgómollyal együtt károsította.